# Lay Your Love on Me (Racey-låt)
Lay Your Love on Me är en sång av brittiska Racey och deras andra singelsläpp. Låten skrevs av Nicky Chinn och Mike Chapman, producerades av Mickie Most och utkom 1978 på skivmärket RAK Records.
Kikki Danielsson spelade in låten på albumet Rock'n Yodel 1979 .

## Listplaceringar
| Lista (1979)  | Topplacering |
| ------------- | ------------ |
| Nederländerna | 2            |
| Nya Zeeland   | 1            |